# Psychomyia pruthii
Psychomyia pruthii är en nattsländeart som först beskrevs av Martynov 1935.  Psychomyia pruthii ingår i släktet Psychomyia och familjen tunnelnattsländor. Inga underarter finns listade i Catalogue of Life.